# Толстой, Фёдор Петрович
Граф Фёдор Петро́вич Толсто́й (10 [21] февраля 1783, Санкт-Петербург — 13 [25] апреля 1873, там же) — русский скульптор из рода Толстых, последователь неоклассицизма, крупнейший петербургский медальер александровской и николаевской эпох, живописец и график, педагог. Почётный член (с 1809) и профессор (с 1842), вице-президент (1828—1859) и товарищ президента (1859—1868) Императорской Академии художеств, тайный советник (1846).
Наиболее известен созданием цикла медальонов, посвящённых событиям Отечественной войны 1812 года.

## Биография
Родился в семье графа Петра Андреевича Толстого (1746—1822), начальника Кригс-комиссариата, старшего из сыновей графа А. И. Толстого. А. К. Толстой приходился Фёдору Петровичу родным племянником, а Л. Н. Толстой — двоюродным.
С рождения был записан сержантом в Преображенский полк. Учился в Полоцком иезуитском коллегиуме, в Белоруссии, затем в Морском кадетском корпусе. Рано проявил талант к изобразительному искусству. Начав в 1802 году посещать Петербургскую Академию художеств в качестве вольнослушателя, в 1804 году подал в отставку и начал карьеру художника.
В Академии художеств Толстой обучался скульптуре у И. П. Прокофьева. В 1809 году создал свою первую медаль «В память просветительной деятельности Чацкого». В том же году он был избран почётным членом Академии художеств. В 1810 году получил назначение в Петербургский Монетный двор. Его усилиями медальерное дело было поднято на большую высоту и в первой четверти XIX века достигло своего расцвета.
После победы в Отечественной войне 1812 года выпустил серию медальонов, пользовавшихся широкой известностью, использованных в варианте проекта Александровской колонны.
В 1811 году был посвящён в масонство в ложе «Петра к истине», входил в руководящий орган российского масонства — капитул «Феникса». В 1815 году стал основателем и бессменным руководителем (досточтимым мастером) ложи «Избранного Михаила», в которую входили многие будущие декабристы.
В 1818 году Ф. П. Толстой вступил в декабристский «Союз благоденствия», где состоял одним из руководителей (председателем Коренного Совета). В восстании на Сенатской площади не участвовал.
В 1820—1828 годах преподавал в медальерном классе Императорской Академии художеств. В 1828 году избран вице-президентом Академии; 11 марта 1832 года был произведён в действительные статские советники.
В 1838 году граф сочинил балет «Эолова арфа», написал к нему либретто и даже был постановщиком некоторых танцев.
С 5 декабря 1846 года состоял в чине тайного советника. В 1849 году Совет Академии художеств утвердил Толстого в должности профессора за заслуги в области скульптуры. В 1851 году назначен управляющим художественным отделом Императорского Мозаичного заведения при Академии художеств.
Толстой также участвовал в оформлении Храма Христа Спасителя.
Для Петергофа (Львиный каскад, ансамбль западной части Нижнего парка) в 1856 году выполнил модель статуи «Нимфа, льющая из кувшина воду».
А. С. Пушкин, описывая в «Евгении Онегине» альбомы светских дам, написал:

Великолепные альбомы,

Мученье модных рифмачей,

Вы, украшенные проворно

Толстого кистью чудотворной

Иль Баратынского пером…
Как вице-президент активно поддерживал поэта и художника Тараса Шевченко — сперва при его освобождении от крепостной зависимости в 1838 году и затем, в 1858 году, при возвращении из ссылки.
Последние годы жизни нередко отдыхал в усадьбе Марковиль в окрестностях Выборга, принадлежавшей Толстым в 1850—1870-х годах.
Скончался 25 апреля (7 мая) 1873 года в Петербурге; похоронен в Александро-Невской лавре на Лазаревском кладбище (X уч., Бетанкуровская дорожка).

## Общественно-научная деятельность
- Член Вольного общества любителей российской словесности (1817, почётный член — с 1820)
- Действительный член Прусской Академии художеств в Берлине (1822)
- Почётный член Курляндского общества литературы и искусства (1825)
- Почётный член флорентийской Академии художеств (1846)
- Почётный член Московского художественного общества (1851)

## Награды
российские
- орден Св. Владимира 4-й ст. за 35 лет (1842)
- орден Св. Станислава 1-й ст. (1850)
- орден Св. Анны 1-й ст. (1854)
- знак отличия беспорочной службы за L лет (1855)
- орден Св. Владимира 2-й ст. (1858)

иностранные
- командорский крест шведского ордена Северной звезды (1852)

## Галерея

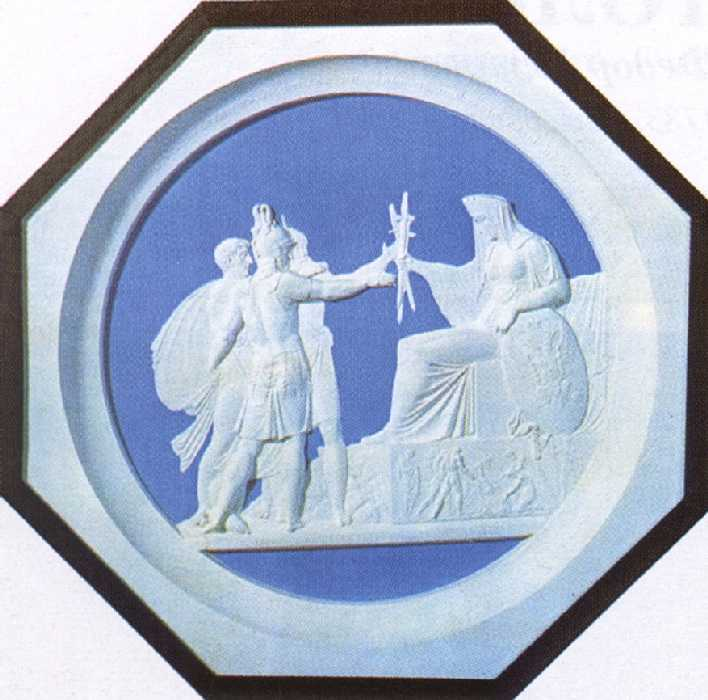
Народное ополчение 1812 года Медальон, воск, 1816
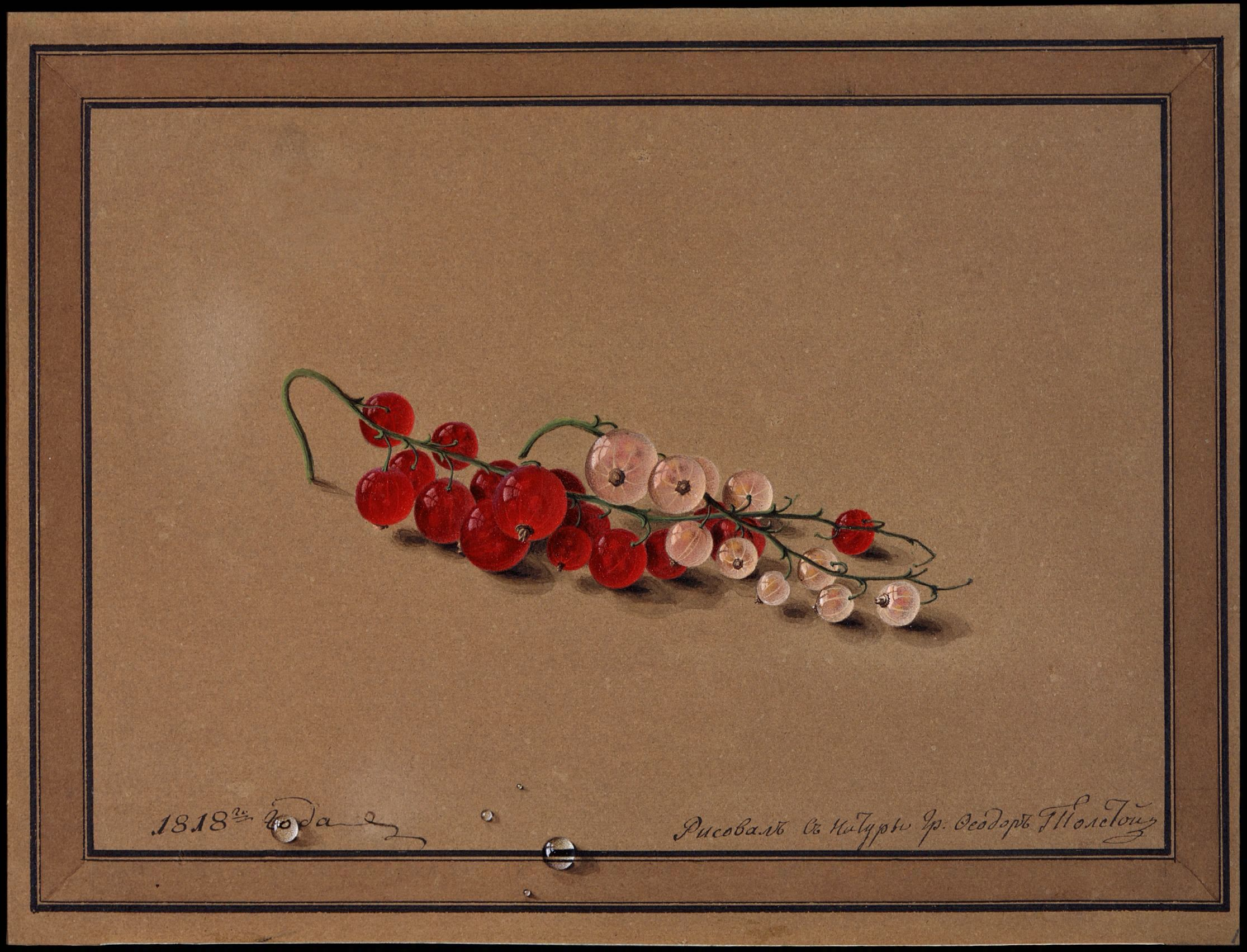
Ягоды красной и белой смородины Холст, масло. 1818.
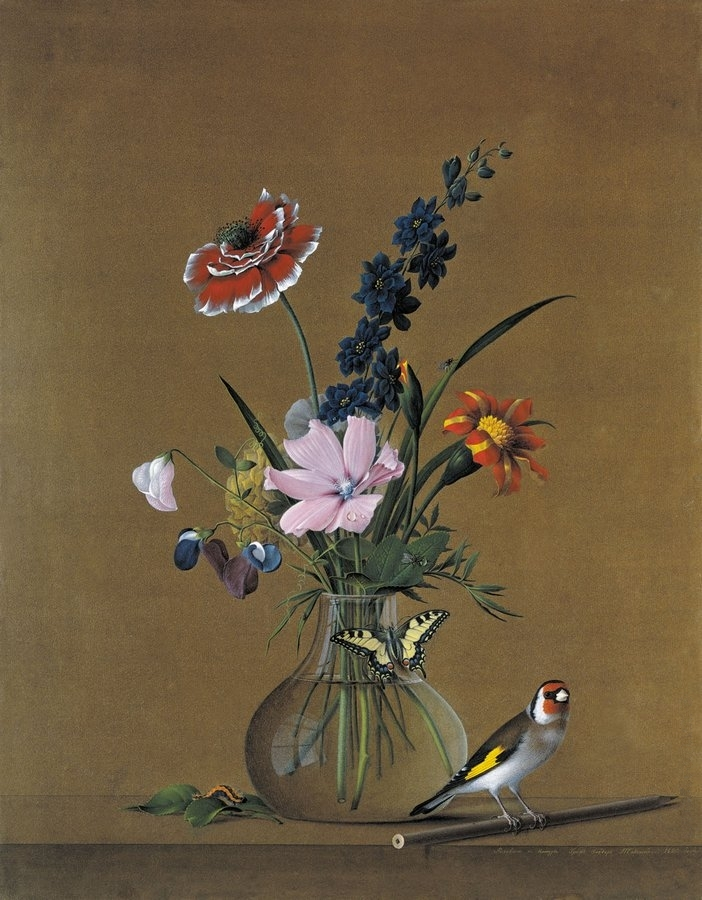
Букет цветов, бабочка и птичка Холст, масло, 1820.
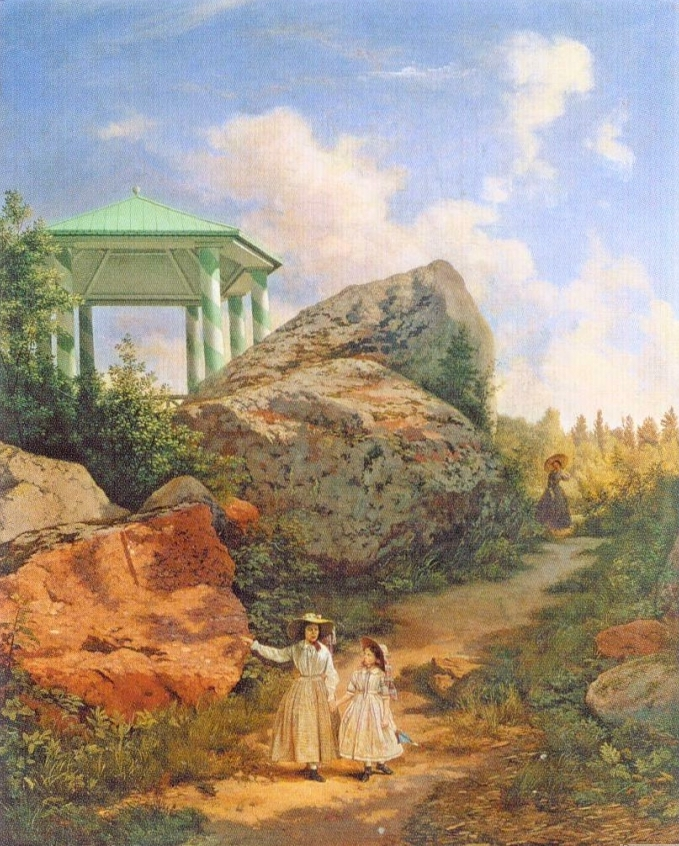
Вид усадьбы Марковилла Холст, масло, 1855.
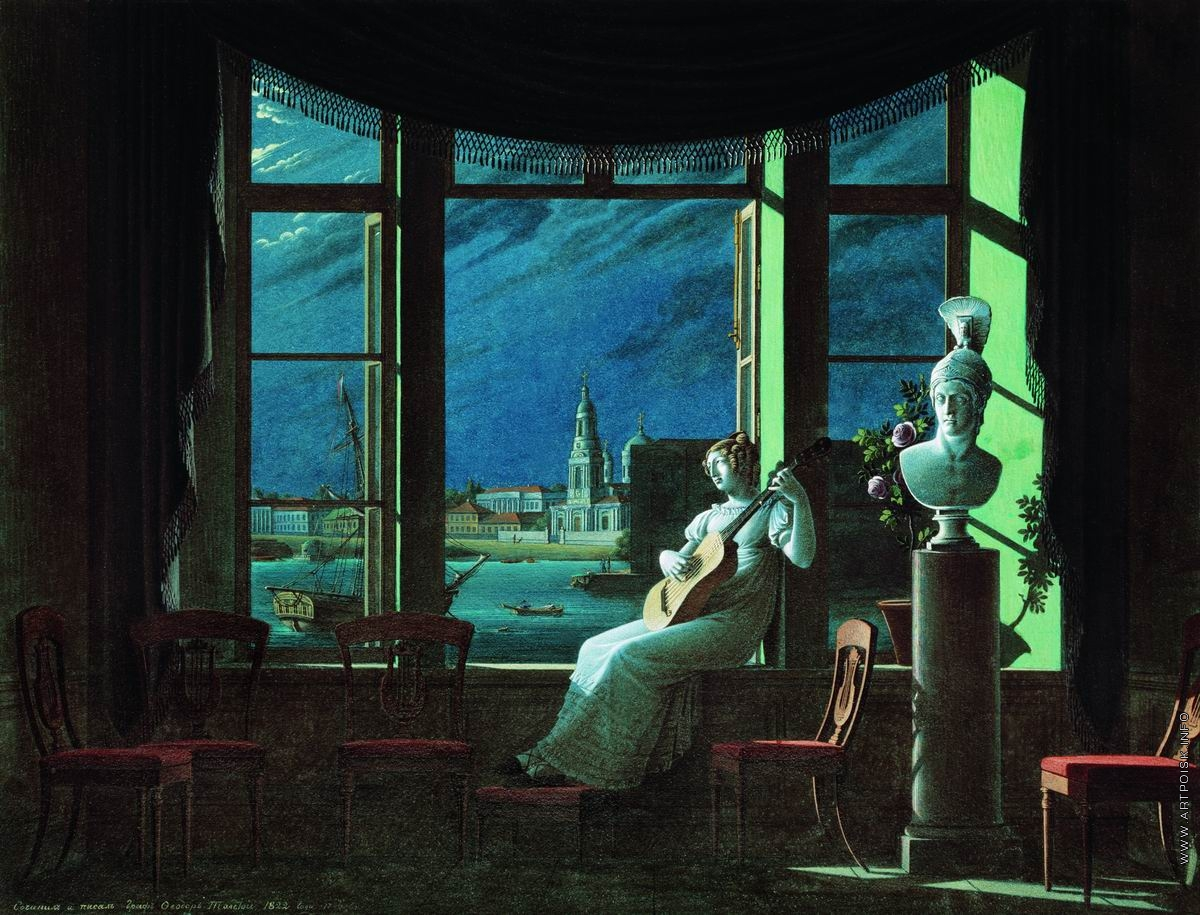
У окна. Лунная ночь.
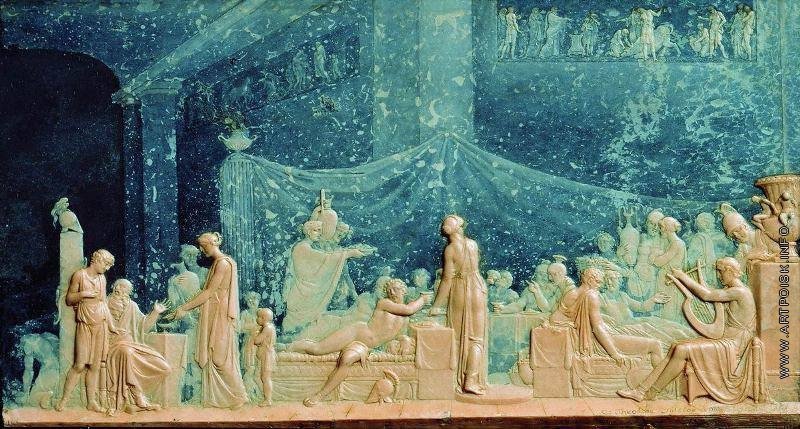
Пир женихов Пенелопы, 1818
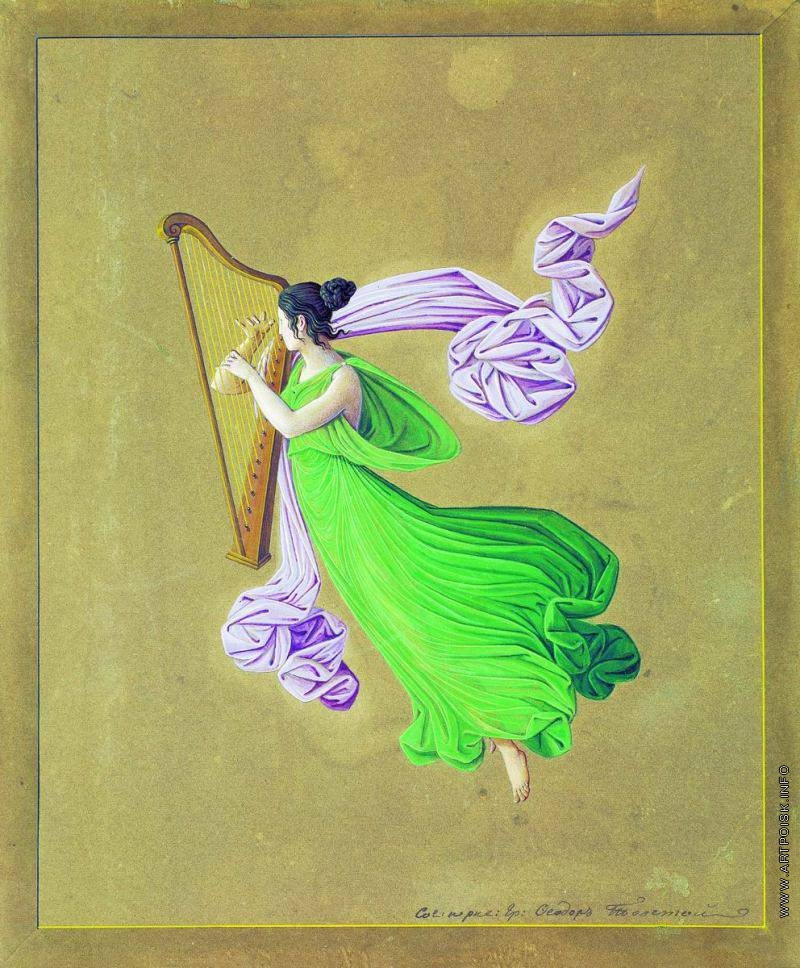
Муза
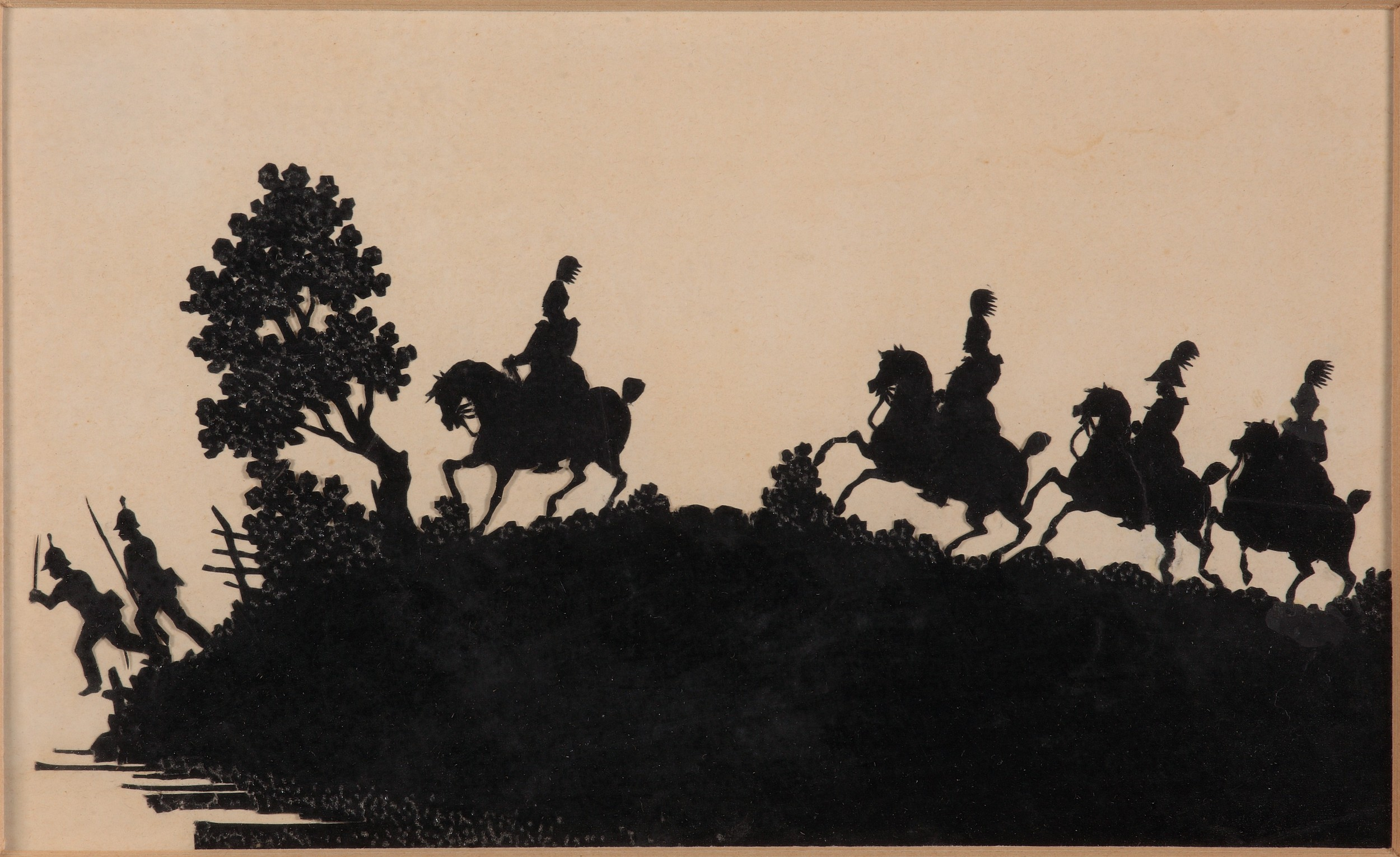
Военная сцена, силуэт
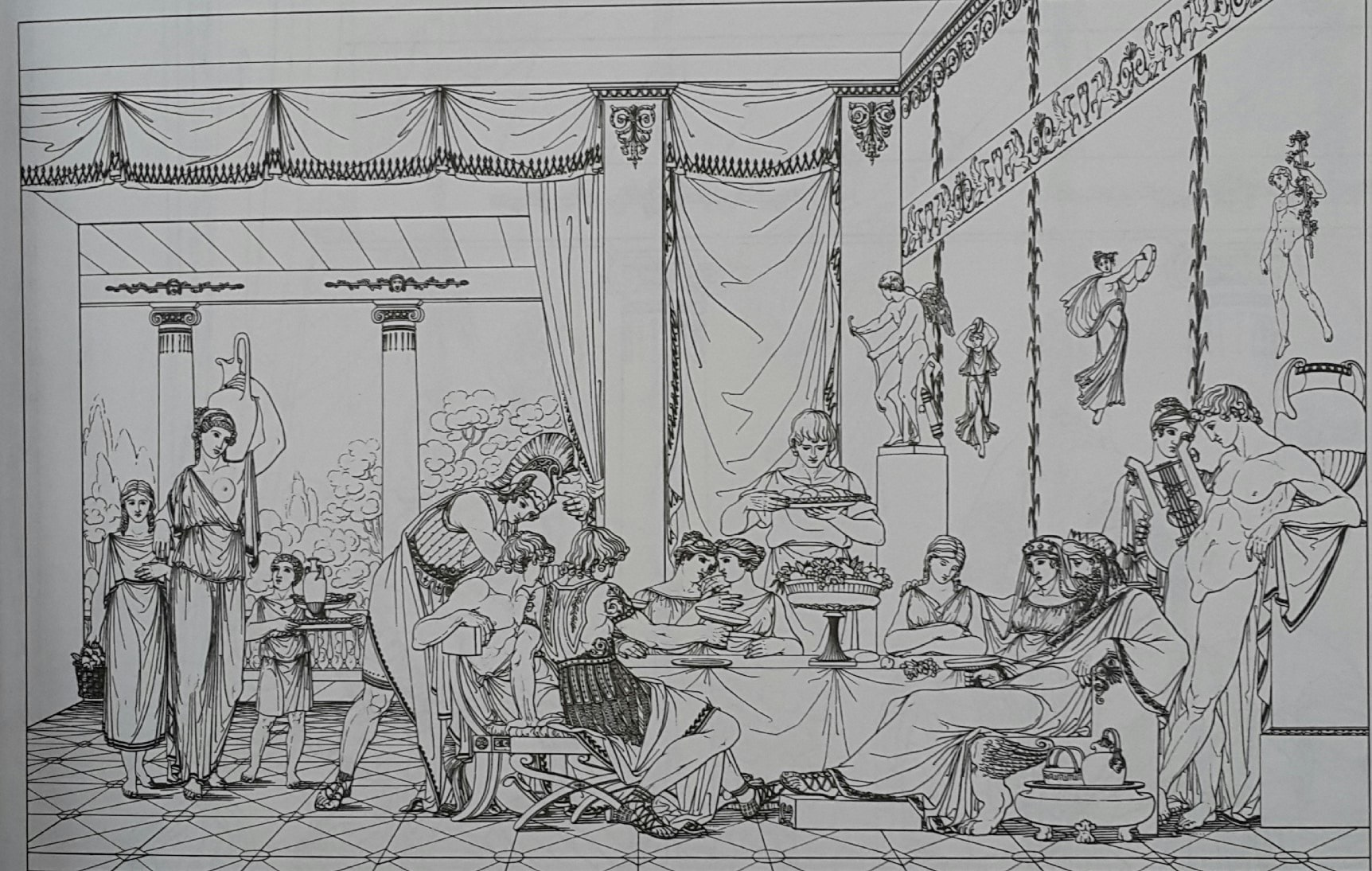
Праздник в доме отца Душеньки. Иллюстрация к поэме «Душенька» И. Ф. Богдановича.
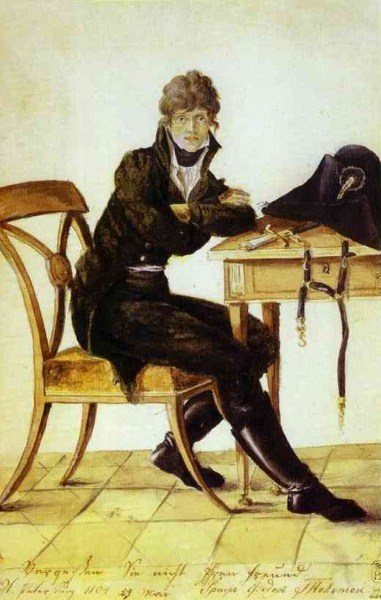
Автопортрет
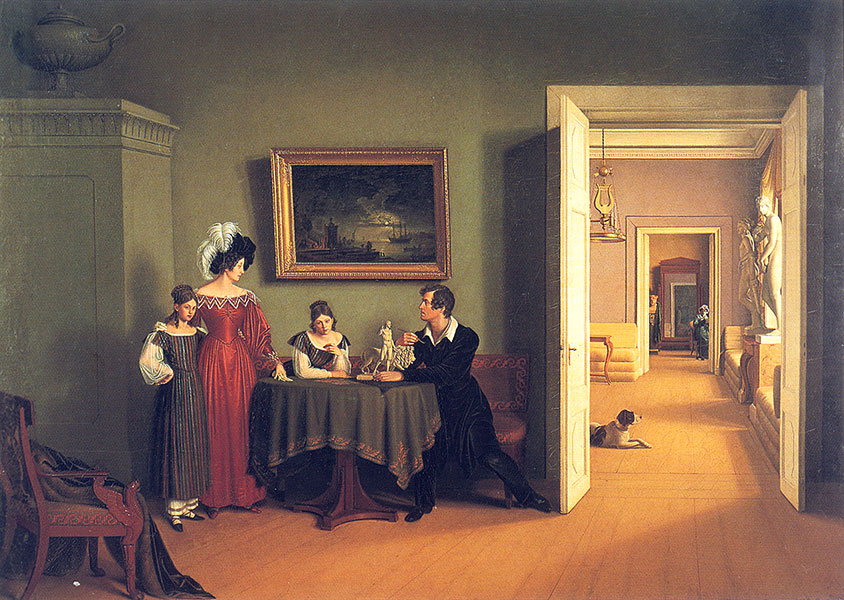
Автопортрет с первой женой и дочерьми в интерьере. 1830. Холст, масло. Русский музей, Санкт-Петербург
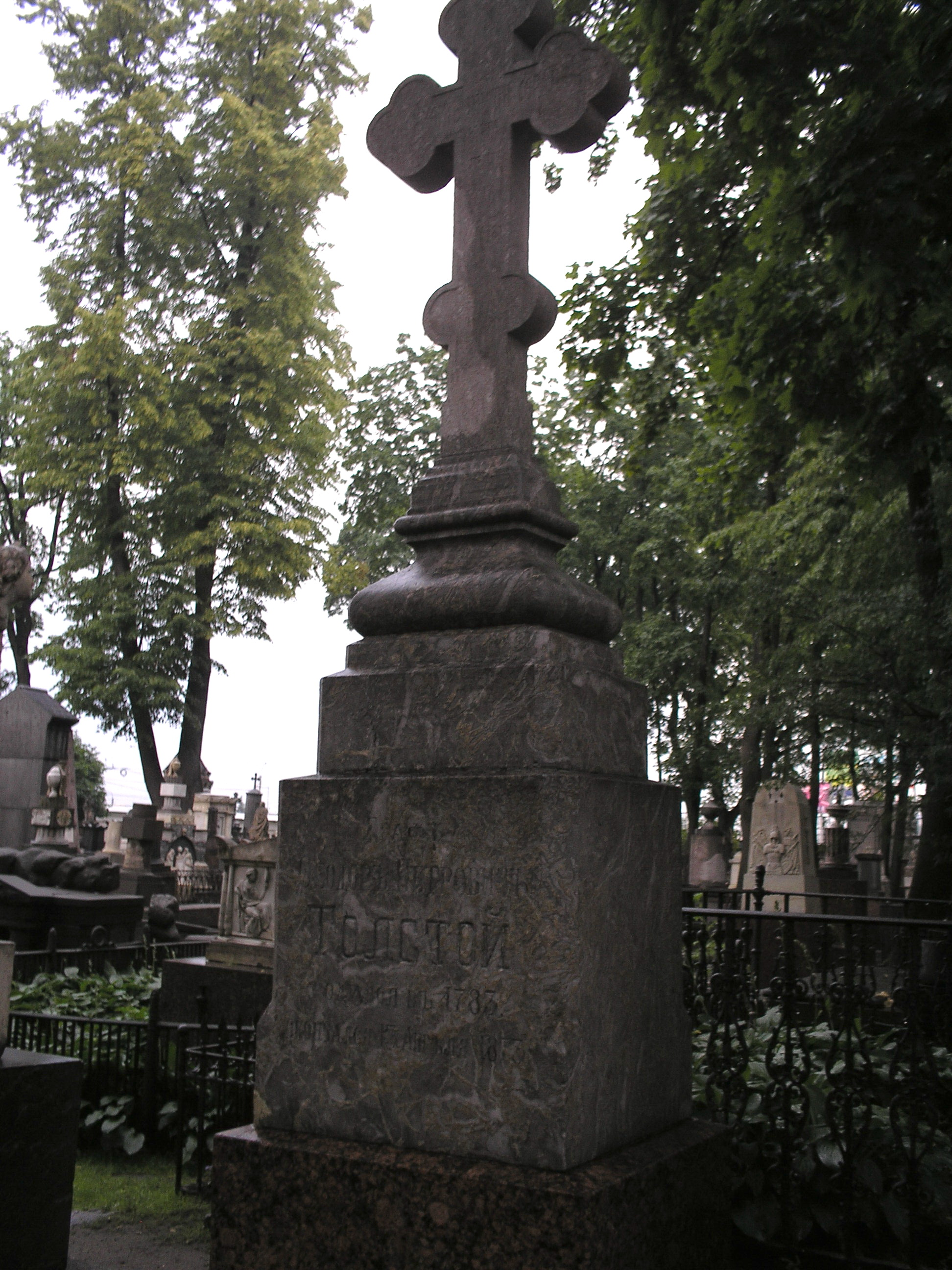
Могила Ф. П. Толстого на Лазаревском кладбище Александро-Невской лавры. Фотография 2008 года.

## Произведения
Горельефы и барельефы
- «Мальчик под покрывалом» (1808—1809, горельеф, Государственный Эрмитаж)
- «Купающиеся дети» (1808—1809, Тверская областная картинная галерея),
- «Летающая Фортуна» («Летящая Душенька») (1808—1809, горельеф, Эрмитаж)
- портрет А. Ф. Дудиной
- «Триумфальный въезд Александра Македонского в Вавилон» (1809, Государственный Эрмитаж)
- «Автопортрет с семьёй» (1812, горельеф, Государственный Русский музей, Санкт-Петербург)
- «Родомысл девятого на десять века» (1813—1814, барельеф, Государственный Русский музей, Санкт-Петербург)
- «Пир женихов Пенелопы» (1814, ГТГ, Москва)
- «Одиссей убивает женихов Пенелопы» (1820, рельеф, гальванопластика, Национальный музей Республики Бурятия)
- «Первый шаг императора Александра за пределы России в 1813 году» (1821, барельеф, ГТГ, Москва)

Скульптуры
- «Голова Морфея» (терракота, ГРМ),
- «Бюст Николая I» (1839, мрамор, ГРМ),
- «Голова Христа» (1848, гипс, ГРМ; мрамор, ГТГ).

Медальоны Фёдора Толстого
Картины
- «Надежда». Аллегория (1796, акварель, ГТГ, Москва)
- «Нептун» (1800, акварель, ГТГ, Москва)
- «Вид Бергена» (1801, акварель, ГТГ, Москва)
- «Автопортрет» (1804, акварель, ГРМ, Санкт-Петербург)
- «Ветка винограда» (1817, гуашь, ГТГ, Москва)
- «Нарциссы» (1817, гуашь, ГТГ, Москва)
- «Птичка» (1817, гуашь, ГТГ, Москва)
- «Цветок, бабочка и мухи» (1817, акварель, ГРМ, Санкт-Петербург)
- «Ягоды красной и белой смородины» (1818, бумага коричневая, гуашь, ГТГ)
- «Ветка сирени и канарейка» (1819, гуашь, ГТГ, Москва)
- «Птичка в кольце» (1819, гуашь, ГТГ, Москва)
- «Букет цветов, бабочка и птичка» (1820, гуашь, ГТГ, Москва)
- «Пастораль» (1820, гуашь, ГТГ, Москва)
- «Бабочка» (1821, гуашь, ГТГ, Москва)
- «Ветка крыжовника» (1821, гуашь, ГТГ, Москва)
- «Душенька любуется собою в зеркало» (1821, акварель, ГТГ, Москва)
- «Стрекоза» (1822, акварель, ГТГ, Москва)
- «У окна в лунную ночь» (1822, гуашь, ГТГ, Москва)
- «Цветы настурции и герани» (1824, ГТГ, Москва)
- «Средневековая композиция. Сцена в лоджии» (1827, акварель, ГТГ, Москва)
- «Цветок „Кавалерская звезда“» (1828, гуашь, ГТГ, Москва)
- «Семейный портрет» (1830, ГРМ, Санкт-Петербург),
- «В комнатах» (1830-е, акварель, ГТГ, Москва)
- «Ветка липы в цвету» (1831, гуашь, ГТГ, Москва)
- «Цветы, фрукты, птица. Крышка стола» (1834, гуашь, ГТГ, Москва)
- «Aethea Frutex» (1837, акварель, ГТГ, Москва)
- «Архитектурный пейзаж под прозрачной бумагой» (1837, гуашь, ГТГ, Москва)
- «Герань» (1837, акварель, ГТГ, Москва)
- «Вид в Парголовском саду» (1841, акварель, ГТГ, Москва)
- «Рыцарь Лебедя, отдающий в жертву своего первого ребёнка» (1841, гуашь, ГТГ, Москва)
- «Неаполь. Вид от виллы Реале» (1845, акварель, ГТГ, Москва)
- «Париж. Сцены и типы» (1845, акварель, ГТГ, Москва)
- «Францесбад с дороги на Егер» (1845, акварель, ГТГ, Москва)
- «Францесбад с дороги в Каммербюль» (1845, акварель, ГТГ, Москва)
- «Францесбад. Типы и сцены» (1845, акварель, ГТГ, Москва)
- «Варвик» (1853, не сохранилась)
- «Вид в саду дачи Марковиль в Финляндии» (1855, ГТГ)
- «Возвращение. Сцена из рыцарских времён» (1857, акварель, ГТГ, Москва)
- «В комнатах. За шитьём» (ГТГ)?
- «Муза» (гуашь, ГТГ, Москва)
- «Цветы, фрукты, птица»

Две миниатюры Федора Толстого «Птичка» и «Смородина», упоминаемые его дочерью Каменской-Толстой М. Ф. в «Воспоминаниях» находятся в Иркутском Художественном музее, а 17 медалей в Иркутском доме-музее декабриста Волконского.
Рисунок
- «Начало живописи» (1800, ГТГ, Москва)
- «Вакхический поезд Силена» (1808, ГТГ, Москва)
- «Бытовая сцена (Крестьянин, играющий на балалайке)» (1809, Государственный Эрмитаж, Санкт-Петербург)
- «Пашущий крестьянин» (1811, Государственный Эрмитаж, Санкт-Петербург)
- «Душенька при свете лампы узнает в супруге прекрасного Амура» (1827, ГТГ, Москва)
- «Ветви дуба опускают на землю Душеньку, тщетно пытающуюся умереть» (1829, ГТГ, Москва)
- «Амур приводит к богам прощённую Венерой и вновь прекрасную Душеньку» (1833, ГТГ, Москва)
- «Вечер. Аллегория» (1855, ГТГ, Москва)
- «День. Аллегория» (1855, ГТГ, Москва)
- «Ночь. Аллегория» (1855, ГТГ, Москва)
- «Утро. Аллегория» (1855, ГТГ, Москва)
- «Автопортрет (с пуделем)» (ГРМ, Санкт-Петербург)
- «Под игру Амура Юность предается забавам, а Время засыпает» (ГТГ, Москва)

Силуэты
- «Крестьянский двор» (1816—1920, Государственный Эрмитаж, Санкт-Петербург)
- «Нападение разбойников» (1816—1920, Государственный Эрмитаж, Санкт-Петербург)
- «Наполеон на поле боя» (1816—1920, Государственный Эрмитаж, Санкт-Петербург)
- «Наполеон у костра» (1816—1920, Государственный Эрмитаж, Санкт-Петербург)
- «Охота на медведя» (1816—1920, Государственный Эрмитаж, Санкт-Петербург)
- «Охота на уток» (1816—1920, Государственный Эрмитаж, Санкт-Петербург)
- «Сельский пейзаж с возом сена» (1816—1920, Государственный Эрмитаж, Санкт-Петербург)
- «Сельская сцена (Осень)» (1816—1920, Государственный Эрмитаж, Санкт-Петербург)
- «Собака, преследующая оленя» (1816—1920, Государственный Эрмитаж, Санкт-Петербург)
- «Сцена в избе» (1816—1920, Государственный Эрмитаж, Санкт-Петербург)
- «Охота на оленей» (Тверская картинная галерея)

## Семья

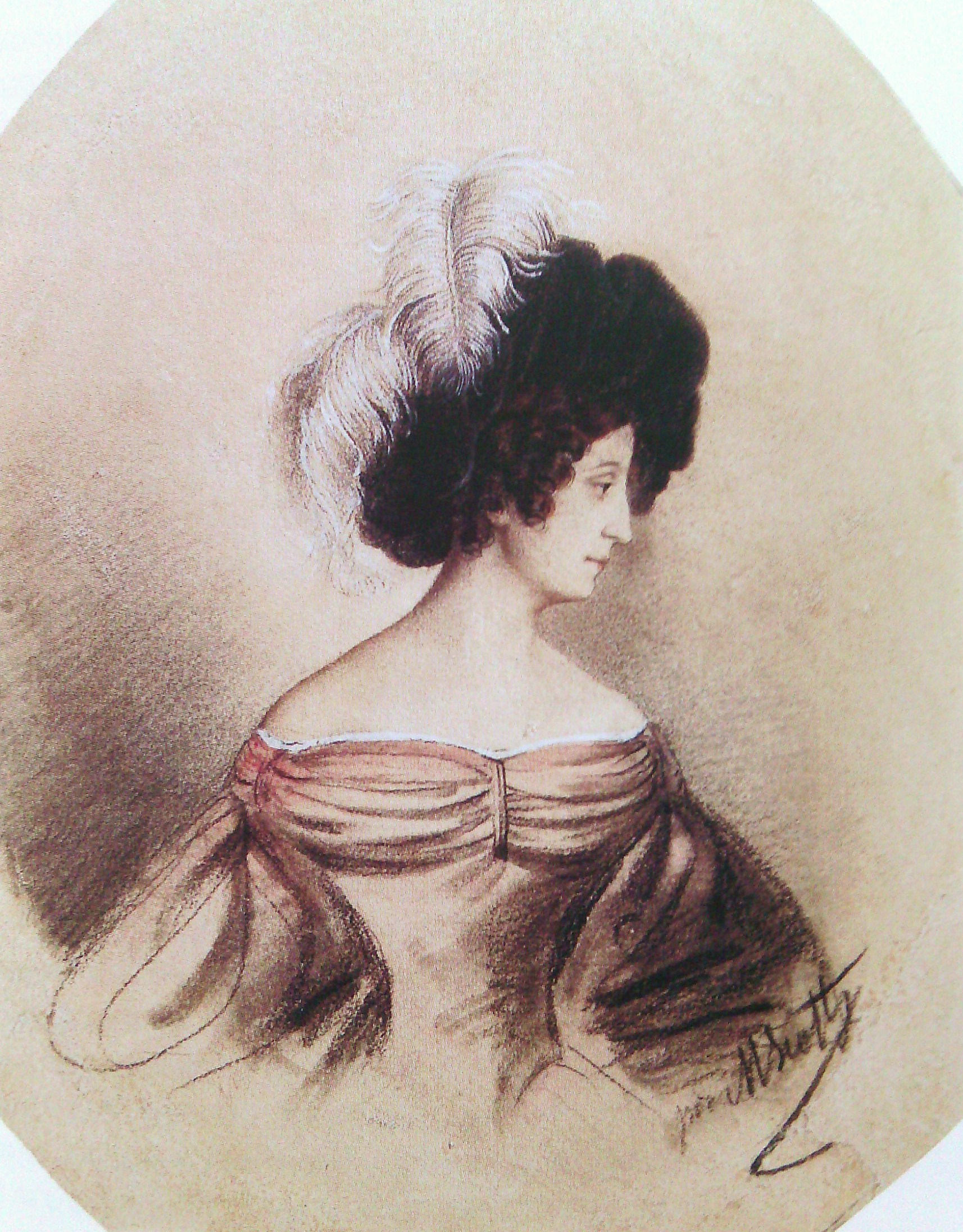
Анна Фёдоровна, 1-я жена

Первая жена (с 1810) — Анна Фёдоровна Дудина (1792—1835), дочь коммерции советника. Была постоянной моделью при создании Толстым произведений в духе классической древности. По свидетельству М. Каменской, «маменька, прелестная собой и прекрасно образованная, отличная рукодельница и художница, хорошо рисовавшая пером с гравюр, имела неоспоримое влияние на отца». «Образ её был во всех женских фигурках, исполненных отцом». Умерла во сне от апоплексического удара. Была похоронена на Смоленском православном кладбище; в 1931 году останки и надгробие были перенесены в Александро-Невскую лавру на Лазаревское кладбище (X уч.).
Дети:
- Елизавета (1811—1836), умерла от скоротечной чахотки.
- Мария (1817—1898) — писательница, жена беллетриста П. П. Каменского.

Вторая жена (с 9 ноября 1838) — Анастасия Агафоновна Иванова (1816, Петербург — 01.11.1889, Петербург), из небогатой армейской семьи. Воспитывалась в семье Ахвердовых, где получила некоторое образование. Хорошо владела французским, немецким и итальянским языками, играла на фортепиано и любила читать серьёзную литературу. Вместе с мужем добивалась освобождения Тараса Шевченко.
Дети:
- Екатерина (1843—1913), художница, мемуаристка, основательница первой в России рисовальной школы для девушек в Киеве. Муж — Эдуард Андреевич Юнге (1831—1898), врач-окулист, профессор.
- Ольга (04.05.1848[14], Петербург — 25.10.1869, Одесса), жена статского советника А. А. Дмитриева.

Именным Высочайшим указом от 12 (24) февраля 1871 года дозволено вице-президенту Академии художеств, тайному советнику графу Фёдору Петровичу Толстому усыновить своего внука (рождённого от дочери Ольги, по мужу Дмитриевой), малолетнего сына статского советника Александра Аполлоновича Дмитриева, которому дозволено принять фамилию и титул деда и именоваться, потомственно, графом Толстым.

## В искусстве
- Т. Г. Шевченко. Портрет Фёдора Петровича Толстого, 1860, Национальный музей Тараса Шевченко, Киев)[17].